# Єврейська стежка

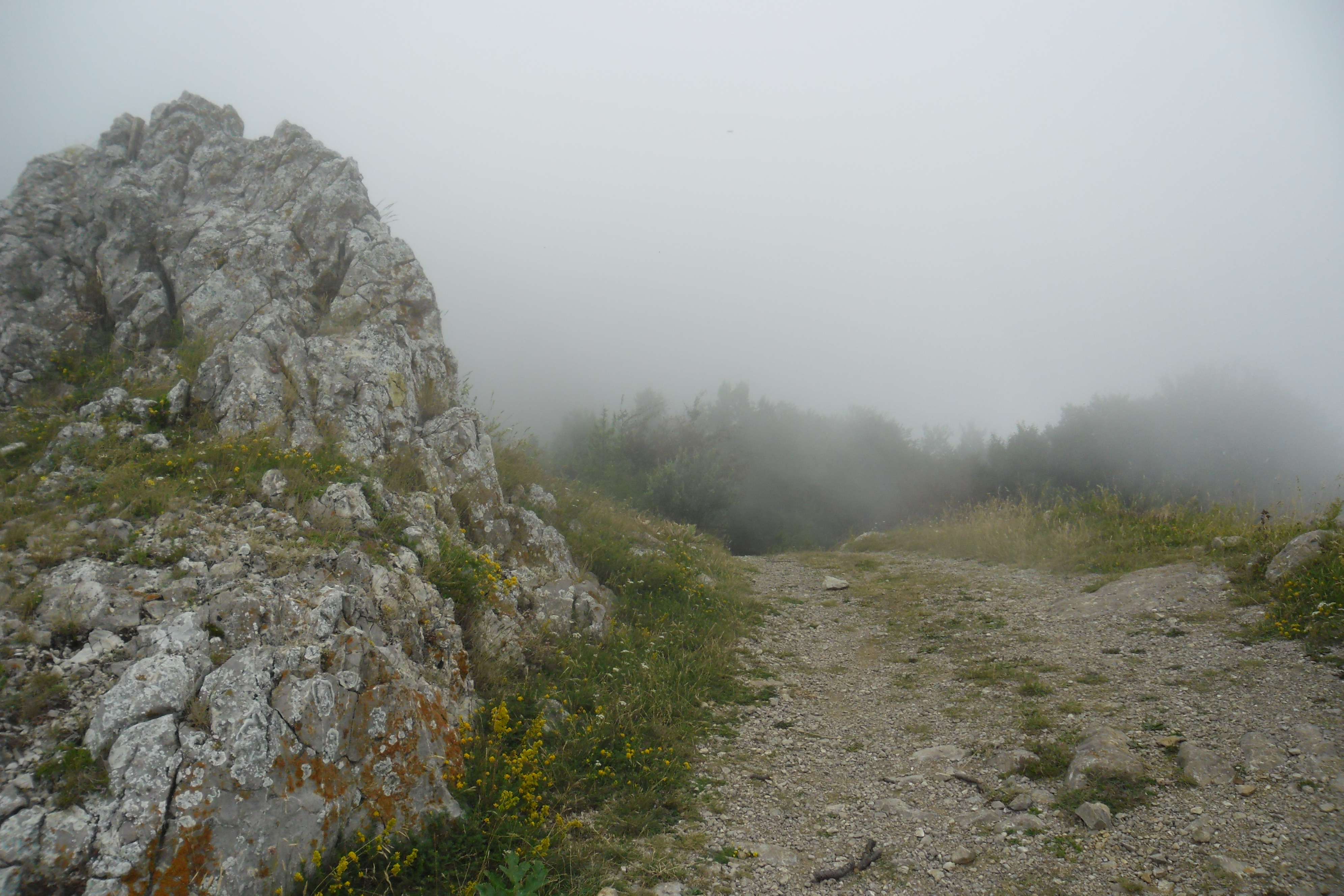
Єврейська стежка на перевалі. Ай-Петринська яйла.

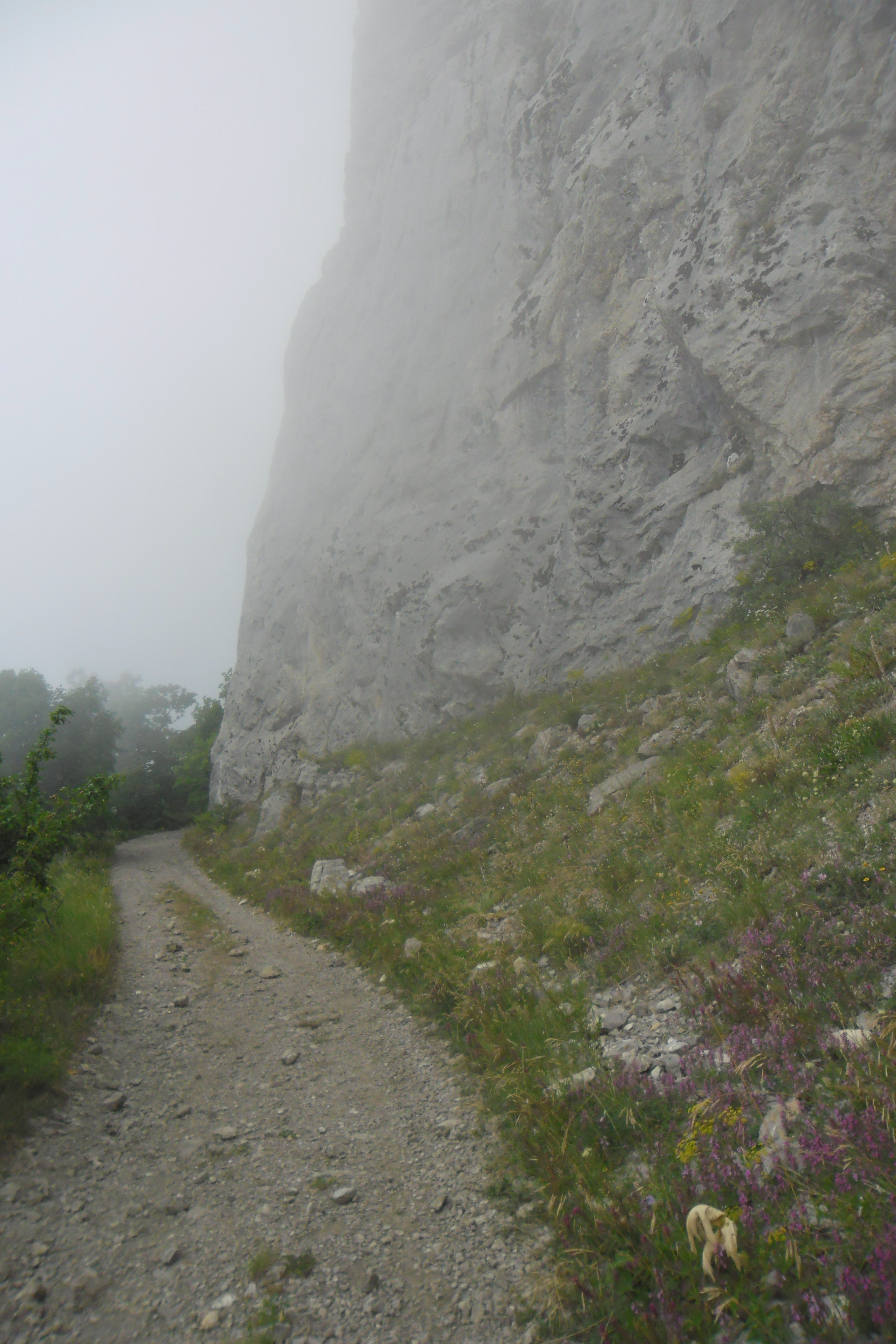
Єврейська стежка на перевалі. Спуск на Сімеїз.

Євре́йська сте́жка — пішохідно-велосипедна стежка в Криму.

## Загальний опис
«Єврейська» являє собою ґрунтову дорогу шириною 4 м, що проходить від Сімеїза до урочища Беш-Текне на плато Ай-Петрі. Стежка загальною протяжністю 4 км проходить через дубові, соснові та буково-грабові ліси, типові для західної частини Південного берега Криму.

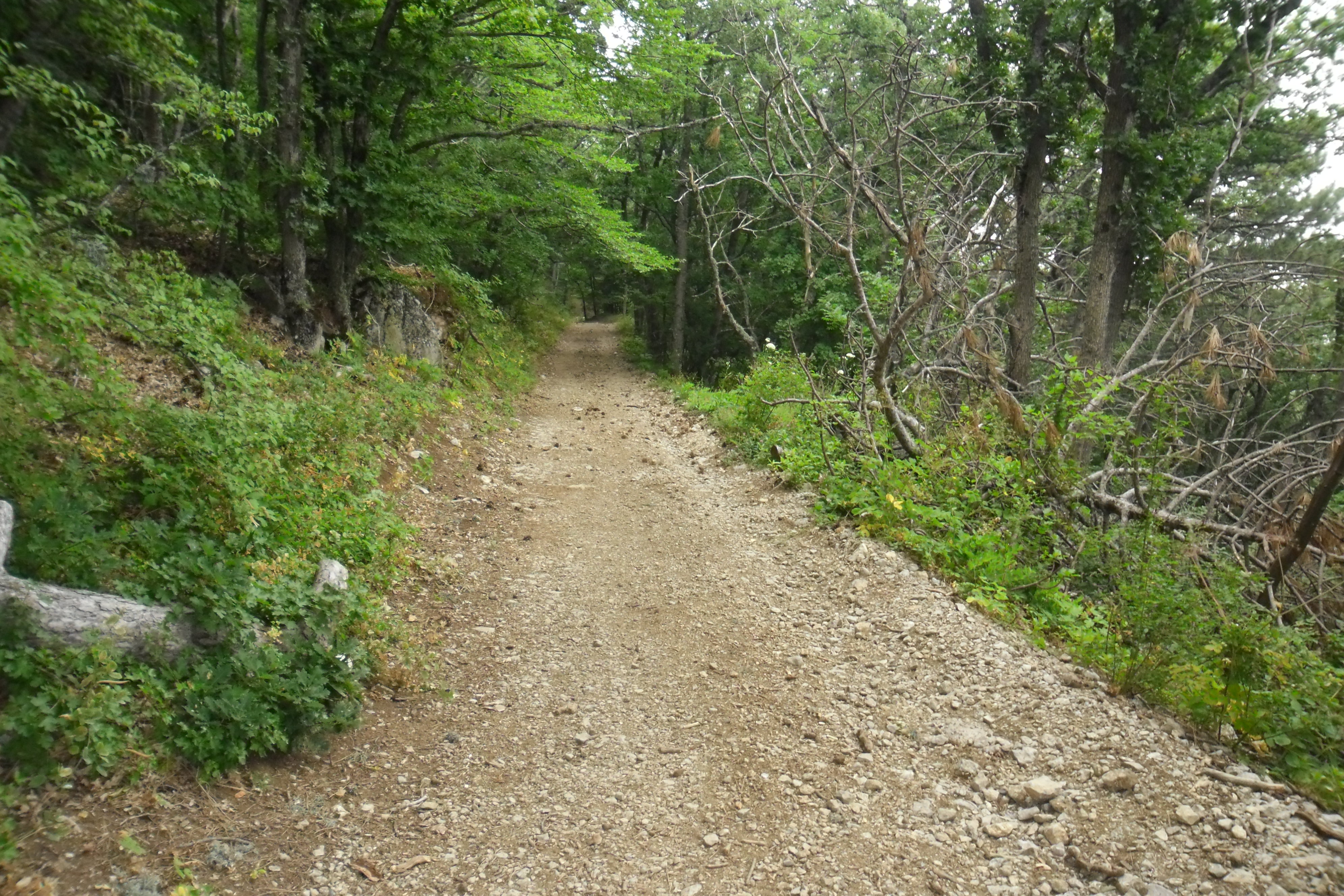
Єврейська стежка — фрагмент.

Стежка являє собою історично сформований маршрут, прокладений у 1914 р. з маєтку князя Юсупова в с. Соколине в його ж садибу «Дюльбер» інженером Жидовим (звідси Жидова дорога «Єврейська»).
Раніше ці землі належали царській родині, потім їх продали купцеві Жидову, який рубав сосни на експорт, але садив нові, яким тепер понад 100 років. Пройшовши по стежці крізь сосновий бір і кілька джерел, потрапляємо до конуса стародавнього обвалу, за яким стежка після 2-3 годин ходьби від Сімеїза піднімається на стіну Кримських гір, видали здавалася неприступною. З обриву відкривається чудовий краєвид на Сімеїз, гору Кішка, селище Кацівелі і далі, далі…
Перевал, де «Єврейка» виходить на плато, називається Ат-Баш Богаз. За 7 хвилин ходьби стежкою на захід, за хребтом, наступний перевал — Ескі-Богаз, тут можна спуститися в Голубу Затоку (забираючи на спуску лівіше) або в Оползневе (правіше).
«Єврейкою» можна піднятися до самого кінця (гора Ат-Баш, урочище Беш-Текне), або повернути праворуч трохи раніше, щоб потрапити в ущелині між лісистим бугром над Шан-Кая і скелею ближче до Ат-Башу.
Єврейська стежка нині в задовільному стані, вона добре промаркована.